# Pseudlithosia
Pseudlithosia és un gènere monotípic d'arnes de la família Crambidae descrita per George Hampson el 1907. Conté només una espècie, Pseudlithosia schausi, descrita pel mateix autor el mateix any, que es troba a Jalisco, Mèxic.